# Schneller als das Auge
Schneller als das Auge (englischer Originaltitel: Time Warp) ist eine US-amerikanische Dokuserie. Jeff Lieberman und Matt Kearny vom Massachusetts Institute of Technology machen mit Hilfe einer Hochgeschwindigkeitskamera Bewegungsabläufe sichtbar, die zu schnell für das menschliche Auge sind. In Deutschland erfolgt die Ausstrahlung auf DMAX und Discovery Channel.

## Weblink
- Schneller als das Auge bei IMDb